# Nicky Ioannou
Nicky Ioannou (sinh ngày 3 tháng 7 năm 1987) is a football hậu vệ biên thi đấu ở Football League cho Barnet.
Ioannou khởi đầu sự nghiệp ở học viện Charlton Athletic và hoàn thành một khóa học việc ở Rushden & Diamonds, trong lúc đó anh thi đấu cho U-19 Síp, trước khi gia nhập Barnet năm 2006. Anh thi đấu cho mượn ở Welwyn Garden City năm 2007 trước khi ra mắt tại Football League trước Bristol Rovers vào ngày 14 tháng 4 năm 2007. Anh thi đấu cho Welwyn năm 2010.